# Szkoła policyjna we Lwowie
Szkoła policyjna we Lwowie (ukr. Поліційна школа у Львові) – ośrodek szkolenia Ukraińskiej Policji Pomocniczej podczas II wojny światowej.
Szkoła została utworzona w październiku 1941 r. w okupowanym Lwowie. Było to związane z brakiem kadr oficerskich i podoficerskich wśród Ukraińców. Pełna nazwa ośrodka brzmiała: "Szkoła policyjna dla ukraińskiej policji w Generalnym Gubernatorstwie we Lwowie". Funkcję komendanta objął sotnik Iwan Kozak, b. wojskowy Ukraińskiej Armii Halickiej. Przechodzili w niej szkolenie oficerskie i podoficerskie kandydaci na policjantów oraz służący już funkcjonariusze Ukraińskiej Policji Pomocniczej. Do 18 lipca 1944 r., kiedy szkołę rozwiązano, wyszkoliło się łącznie ok. 1,8 tys. Ukraińców.